# Gira
Gira ou Jira (do quimbundo "nijra": "caminho") na Umbanda é a reunião/agrupamento de vários espíritos de uma determinada categoria, que manifestam-se através da incorporação nos médiuns. A gira é classificada em festiva, de trabalho ou de treinamento.

## Descrição
Normalmente, antes do início dos trabalhos, são feitas preces, defumação, saudações. Após isso, saudam-se as "linhas de trabalho" e começa-se o trabalho. Após o trabalho, são cantados os pontos para subida, ou desencorporação das entidades nos corpos dos médiuns. O tipo de ritual conduzido e os pontos cantados dependem da linha que cada casa segue, por isso se vê rituais diferentes em casas diferentes. O branco é sempre a cor mais usada, embora algumas casas admitam cores como o vermelho e o preto nos trabalhos de esquerda. O termo também é usado para as sessões de desenvolvimento dos médiuns novos, quando as entidades preparadas para esse fim o fazem "girar", facilitando assim a incorporação de seus guias nas primeiras vezes.

## Tipos
Existem giras para as determinadas linha da umbanda, podendo ela ser uma gira aberta, onde se atende a população, conhecidas como assistências, e as giras de estudo e desenvolvimentos conhecida como gira fechada, onde são fechadas ao público. As giras mais comuns em terreiros de umbanda são:
- Preto Velho - São cultuados os pretos e pretas velhas, geralmente são os negros mais velhos
- Caboclo- Quando vem os cablocos, podem vim diversos, tais como os Baianos, boiadeiros, marinheiros e etc..
- Cigano
- Erê - São as crianças, geralmente vem na data de São Cosme e Damião
- Baiano
- Boiadeiro
- Malandro
- Marinheiro
- Esquerda - Nessa gira são cultuados as pombas giras, os exus e eventualmente exús mirins.
- Gira de Cura

## Orixás
• Oxalá - Orixá masculino, regente da linha da fé. Oxalá envolve a fé como um todo, sem distinção de religião. Seu ponto de força são os campos.
• Logunã - Orixá feminino, regente da linha da fé. Logunã envolve o tempo em todos os seus aspectos. Seu ponto de força são os ().
• Oxum - Orixá feminino, regente da linha do amor. Oxum envolve a concepção e o amor como um todo. Seu ponto de força na natureza são os rios e águas doces.
• Oxumarê - Orixá masculino, regente da linha do amor. Oxumarê envolve a a renovação dos sentimentos. Seu ponto de força na natureza são as beiras dos rios e o arco-íris.
• Ogum - Orixá masculino, regente da linha da lei. Ogum envolve o caminho, as leis naturais que regem o Universo. Seu ponto de força são as estradas.
• Iansã - Orixá feminino, regente da linha da lei. Iansã envolve a direção, determinação e orientação para caminhar rumo a ascensão. Seu ponto de força são os bambuzais.
• Oxóssi - Orixá masculino, regente da linha do conhecimento. Oxóssi envolve o conhecimento, estratégias e a confiança. Seu ponto de força são as matas.
• Obá - Orixá feminino, regente da linha do conhecimento. Obá envolve a força do pensamento, concentração como um todo. Seu ponto de força é a terra.
• Iemanjá - Orixá feminino, regente da linha da geração. Iemanjá envolve a criatividade e a geração. Seu ponto de força na natureza são os mares.
• Omulu - Orixá masculino, regente da linha da geração. Omulu envolve a transformação moral e o encerramento de ciclos. Seu ponto de força na natureza são os cemitérios e o fundo do mar.
• Xangô - Orixá masculino, regente da linha da justiça. Xangô envolve a justiça e razão. O equilíbrio entre o sentimento e a razão interior. Seu ponto de força são as pedreiras.
• Egunitá/Oroiná - Orixá feminino, regente da linha da justiça. Egunitá/Oroiná envolve a energia e consumação do que não é bom. Seu ponto de força na natureza é o fogo.
• Obaluaiê - Orixá masculino, regente da linha da evolução. Obaluaiê envolve a cura e a doença. Seu ponto de força na natureza são os ().
• Nanã - Orixá feminino, regente da linha da evolução. Nanã envolve a sabedoria e a paciência. Seu ponto de força na natureza são os pântanos. 